# Petlyakov Pe-3
O Petlyakov Pe-3 foi um avião de caça noturno de longo alcance. Foi essencialmente uma versão bem sucedida do bombardeiro rápido Petlyakov Pe-2, criado na União Soviética, e pelo alemão Messerschmitt Bf 110, durante a Segunda Guerra Mundial. Até ao final da guerra, serviu como caça pesado, bombardeiro leve e aeronave de reconhecimento.
O seu design e uso seguiu um por um caminho comparável ao Junkers Ju 88 da Luftwaffe e do britânico de Havilland Mosquito. Os soviéticos descobriram que necessitavam de um caça noturno após a cidade de Moscou ter sido bombardeada de noite pela primeira vez, durante a Operação Barbarossa. O Petlyakov Pe-2 foi o seleccionado para servir como "ponto de partida" para uma nova aeronave.
Com uma tripulação de dois militares, à frente no cockpit encontrava-se o piloto e, atrás deste, um atirador que também servia como observador. O antigo compartimento de bombas que o avião herdou do Pe-2 foi utilizado para albergar tanques de combustível, aumentando o alcance operacional da aeronave, alimentada por dois motores Klimov M-105.
Inicialmente, esta aeronave foi usada em missões de ataque terrestre diurnas, durante a Batalha de Moscou, porém isto revelou ser demasiado dispendioso devido ao facto de a aeronave ter uma fraca armadura. Assim, a armadura que revestia a fuselagem foi melhorada e armas adicionais foram instaladas para fazer com que a aeronave fosse mais eficaz no cumprimento da sua missão, contudo a evacuação da única fabrica que produzia esta aeronave, em Outubro de 1941, fez com que os números enviados para a frente de batalha fossem limitados; após vários meses, muitas unidades da Força Aérea Soviética que pilotavam o Pe-3 deixaram de existir ou simplesmente mudaram para outras aeronaves. Embora a produção tenha sido interrompida e reiniciada várias vezes, a aeronave foi usada até ao final da Segunda Guerra Mundial.

## Desenvolvimento
Um programa de desenvolvimento intensivo começou após o bombardeio noturno alemão em Moscou em julho de 1941 para colocar em campo um caça noturno com armamento pesado e longa resistência. Apenas uma aeronave atualmente em produção poderia ser usada para cumprir o prazo extremamente apertado e o Pe-2 foi selecionado para modificação pelo Comissariado do Estado de Defesa (em russo:  Narodnyy Komissariaht Oborony — NKO) como a aeronave bimotora mais rápida em serviço. O despacho autorizava apenas quatro dias para modificar o combustível, o armamento e os sistemas de rádio da aeronave, mas esse prazo foi cumprido quando a aeronave modificada fez seu primeiro voo, no dia 7 de agosto, e passou nos testes do fabricante no dia seguinte.
Três tanques de combustível adicionais, com capacidade de 700 litros foram instalados no protótipo, um no compartimento de bombas da fuselagem e os outros dois substituíram a posição ventral do artilheiro. O armamento do nariz foi reforçado com um adicional 12.7 mm Metralhadora Berezin UB K com 150 tiros e calibre fixo de 7,62 mm a metralhadora ShKAS com 250 tiros foi adicionada no cone da cauda. A remoção de dois porta-bombas da fuselagem reduziu a carga máxima da bomba para 700 kg, um de 250 kg em cada um dos racks da fuselagem e uma bomba de 100 kg em cada uma das nacelas do motor. O sistema elétrico de lançamento de bombas foi removido e as bombas tiveram que ser lançadas através do sistema mecânico, inicialmente concebido como sistema de emergência. Os freios de mergulho sob as asas também foram removidos. O rádio BSBbis foi trocado pelo modelo RSI-4 comumente usado em caças monoposto e o rádio localizador de direção também foi removido para economizar peso. O protótipo pesava 5 890 kg vazio e tinha um peso normal de decolagem de 7 800 kg, um pouco mais pesado que a versão do Pe-2 então em produção. Durante os testes, demonstrou uma velocidade máxima de 530 km por hora a 5 mil metros, um teto de serviço de 9 mil metros e um alcance máximo de 2 150 km. Isto foi considerado adequado e Fábrica (em russo:  Zavod) Nº. 39 em Moscou foi encomendado em 14 de agosto para construir cinco aeronaves de pré-produção para entrega até 25 de agosto. Este processo revelou-se difícil porque não tinham sido feitos desenhos para muitas das peças novas e estas tiveram de ser montadas manualmente, diminuindo o ritmo de produção.
Testes um pouco mais extensos de uma aeronave de pré-produção foram feitos pelo Instituto de Testes Científicos da Força Aérea (em russo:  Nauchno-Issledovatel'skiy Institoot Voyenno-Vozdushnykh Seel — NII VVS) entre 29 de agosto e 7 de setembro. Embora tenham confirmado os números iniciais de desempenho, os testes revelaram outros problemas. As janelas de acrílico do nariz inferior racharam quando a metralhadora UBK inferior foi disparada, um problema inicialmente resolvido com a substituição de parte do vidro por uma película de duralumínio, mas esta também se mostrou muito fraca e foi posteriormente substituída por um painel de aço. Os testes de pré-produção também revelaram que os invólucros e elos das armas de grande calibre danificaram o revestimento das asas e às vezes entraram nas entradas do radiador, onde poderiam causar grandes danos. A revisão do formato dos chutes ejetores não ajudou e os invólucros tiveram que ser recolhidos no nariz. Os testes de pré-produção também identificaram vários outros pontos fracos específicos que tiveram de ser corrigidos na linha de produção. O poder de fogo ofensivo do Pe-3 era muito fraco e um 20 mm o canhão ShVAK foi adicionado. O poder de fogo da metralhadora dorsal ShKAS 7,62 mm foi considerado inadequado e, na linha de produção, foi substituída por uma metralhadora Berezin UBT 12,7 mm. Para proteger a tripulação, a linha de produção adicionou blindagem frontal e estendeu a blindagem existente para a parte traseira para proteger o navegador. A linha de produção também substituiu o rádio RSI-4 por modelo de maior alcance e adicionou uma câmera para função de reconhecimento do Pe-3. Embora a maioria das aeronaves iniciais tenham sido entregues sem essas adaptações, elas foram modificadas em campo pelas equipes de fábrica.
Os primeiros Pe-3 foram entregues ao 95º Regimento de Bombardeiros de Alta Velocidade no Distrito Militar de Moscou e as experiências do Regimento com a aeronave revelaram outros problemas. Disparar os canhões à noite ofuscou o piloto e destruiu sua visão noturna e o brilho dos holofotes através do vidro na parte inferior do nariz também cegou o piloto. As tripulações queixaram-se amargamente de que a falta de blindagem frontal os tornava vulneráveis ao fogo defensivo dos bombardeiros alemães. Os flash hiders instalados nas armas e as cortinas que cobriam as janelas resolveram os primeiros problemas, mas a falta de blindagem não pôde ser corrigida imediatamente. Muitas aeronaves também foram equipadas com lançadores de quatro a seis foguetes RS-82 e RS-132 para missões de ataque ao solo. Outra adição comum foi um lançador de granadas aéreas DAG-10 montado na cauda.
O gabinete de design Petlyakov abordou estas preocupações em Setembro e elas foram testadas no protótipo Pe-3bis entre Setembro e Outubro. O armamento foi atualizado com 250 cartuchos fornecidos para cada uma das metralhadoras UBK, um canhão ShVAK de 20 mm com 250 cartuchos foi montado no nariz e uma metralhadora Berezin UBT de 12,7 mm com 180 cartuchos em caixas substituiu o ShKAS de 7,62 mm na parte dorsal posição. A blindagem frontal foi instalada e a blindagem do assento do navegador foi reforçada com um peso total de 136 kg. Foram instaladas ripas automáticas de ponta e o sistema de pressurização do tanque de combustível de nitrogênio foi substituído por um que utilizava gases inertes do escapamento do motor. O poste de colisão avançou 48 cm e a cobertura da cabine encurtada.
Muitas dessas mudanças foram feitas nas aeronaves antes da produção do Pe-3bis ser retomada em abril de 1942 e o uso em combate revelou vários problemas adicionais que tiveram que ser resolvidos em um segundo protótipo do Pe-3bis, que iniciou seus testes de aceitação pelo Estado em maio de 1942. Recarregar os canhões de nariz provou ser demorado, levando até 45 minutos, e o disparo noturno do UBK de bombordo continuou a cegar o piloto. Esses problemas levaram à transferência de ambos os canhões UBK para a seção central da asa, onde foram instalados em um compartimento articulado na frente para cair e permitir acesso mais fácil aos canhões e suas munições. O canhão de estibordo recebeu 230 tiros e o canhão de bombordo teve 265 tiros. Esta mudança reduziu a capacidade do Nr. 7 de combustível em 100 litros, mas uma antepara de amianto foi adicionada para proteger o tanque do calor gerado pelas armas. As mudanças significaram que os cartuchos do canhão ShVAK não puderam ser coletados, tornando a pele e a parte inferior da fuselagem vulneráveis. Estes foram reforçados com chapas de aço para minimizar os danos infligidos pelas caixas de grande calibre. A montagem original da metralhadora UBT dorsal proporcionava um excelente campo de tiro, mas a falta de equilíbrio aerodinâmico impedia o artilheiro/navegador de utilizar todo o seu alcance. A pressão exercida pela corrente de ar impediu que o artilheiro atravessasse mais de 40–50° da linha central. Um compensador de duas pétalas mostrou-se praticamente ineficaz. O poste de colisão foi removido para dar ao artilheiro mais espaço de trabalho. A caixa de munição do UBT era muito pequena, tinha apenas 30 cartuchos, e demorava cerca de um minuto para recarregar. As caixas foram deletadas e o UBT recebeu uma correia de 200 cartuchos com acionamento elétrico para ajudar a evitar problemas de alimentação. Um sistema antigelo foi adicionado às hélices e ao pára-brisa do piloto. O vidro do nariz foi totalmente substituído e a blindagem da tripulação foi aumentada para um peso total de 148 kg. Essas mudanças moveram o centro de gravidade da aeronave para frente e os suportes do trem de pouso foram alongados, movendo as rodas 60 mm para frente, o que ajudou a reduzir a chance de a aeronave tombar.

### Produção
Zavod Nr. 39 construiu 16 Pe-3 em agosto, incluindo o protótipo, 98 em setembro e 82 em outubro, antes de a fábrica ser evacuada para Irkutsk no final de outubro. A produção foi reiniciada em abril de 1942 com um total de 132 unidades construídas durante o ano. Todos eram modelos Pe-3bis, exceto onze Pe-3 que não haviam sido concluídos antes da evacuação. Treze foram construídos em 1943 antes que a produção fosse cancelada em favor dos bombardeiros Ilyushin Il-4. Um lote de produção final de 19 foi construído na Zavod Nr. 22 no início de 1944, mas estes tinham armamento mais leve do que as versões anteriores, com apenas um único canhão ShVAK na seção central da asa e um UBK no nariz. Os porta-bombas nas nacelas do motor foram totalmente eliminados, assim como a metralhadora ShKAS fixa na cauda. Dois lançadores de granadas DAG-10 foram instalados na fuselagem traseira, cada um com dez granadas.

## Histórico operacional
Os primeiros Pe-3 foram emitidos para o 95º Regimento de Aviação de Bombardeiros de Alta Velocidade em agosto de 1941 e foi inicialmente comprometido com as funções de ataque ao solo e escolta após o retreinamento até setembro. Foi redesignado como 95º Regimento de Aviação de Caça em 25 de setembro e atribuído ao 6º Corpo de Aviação de Caça do PVO que defende Moscou. Poucos dias depois, seis Pe-3 escoltaram C-47 transportando uma delegação militar britânica voando de Vologda para Moscou e defenderam-se com sucesso contra vários ataques alemães aos transportes. Os Pe-3 metralharam colunas de tropas alemãs quando se aproximavam de Moscou durante a Operação Tufão. Em 24 de outubro, o 95º e o 208º Regimentos de Aviação de Caça, com um total de vinte e sete Pe-3 entre eles, atacaram o campo de aviação alemão em Kalinin, reivindicando trinta aeronaves alemãs destruídas e a perda de cinco aeronaves e pilotos soviéticos, incluindo o comandante do o 208º Regimento, Major S. Kibirinym. Os 9º, 40º, 54º e 511º Regimentos de Aviação de Bombardeiros também receberam Pe-3 durante o mês de setembro e realizaram missões semelhantes. Aproximadamente 50 aeronaves foram perdidas durante os primeiros três meses de combate do Pe-3, cerca de 25% das aeronaves produzidas até agora. Esta foi uma taxa de perdas muito elevada e várias unidades começaram a realizar missões de reconhecimento menos arriscadas para minimizar as baixas. Os Pe-3 foram emitidos para o 1º, 2º e 3º Regimentos de Aviação de Reconhecimento em outubro.
Com a produção encerrada em outubro devido à evacuação da fábrica, o número de Pe-3 disponíveis não conseguiu sustentar tantas unidades e muitos começaram a ser convertidos para outras aeronaves ou funções. O 40º Regimento de Aviação de Bombardeiro Rápido foi redesignado como 40º Regimento Separado de Aviação de Reconhecimento de Longo Alcance em 15 de dezembro e reuniu cinco Pe-3 em 1 de maio de 1942 e onze Pe-3 em 1 de janeiro de 1943. O 9º Regimento de Aviação de Bombardeiros foi atribuído diretamente ao Chefe do Estado-Maior da Força Aérea no final de novembro de 1941 e recebeu a tarefa adicional de liderar grupos de caças e aeronaves de ataque até seus alvos porque seus pilotos não podiam navegar por conta própria. Mais de 2.000 aeronaves foram conduzidas aos seus alvos dessa maneira antes que o regimento fosse convertido para outras funções. O 54º Regimento de Aviação de Bombardeiros parece ter sido dissolvido em ou após 20 de maio de 1942. O 208º Regimento de Bombardeiros de Curto Alcance perdeu dez aeronaves antes de transferir seus pilotos e aeronaves sobreviventes para o 95º Regimento de Aviação de Caça em meados de janeiro de 1942 e se reformar no Ilyushin Il-2. Em 5 de fevereiro de 1942, o 511º Regimento de Aviação de Bombardeiros estava baseado em Tula e perdeu três de seus oito Pe-3 em força para um ataque aéreo alemão. Foi dissolvido no final de março de 1942 por falta de aeronaves. O 95º Regimento de Aviação de Caça foi transferido em 1º de março de 1942 para a Força Aérea da Frota do Norte, onde realizou missões de escolta de comboio, ataque ao solo e reconhecimento em apoio à Frota. Ela operou Pe-3 até o final de 1942, quando algumas de suas tripulações, que haviam acabado de adquirir novas aeronaves, foram desviadas para participar da Batalha de Stalingrado, embora a maioria das aeronaves de produção de 1942 tenham sido entregues ao 2º, 4º e 40º Regimentos Separados de Reconhecimento de Longo Alcance.
Um único Pe-3 foi capturado pelos finlandeses quando teve que fazer um pouso forçado em terreno pantanoso perto do Lago Inari em 28 de novembro de 1942. Estava relativamente intacto e foi recuperado, reparado e colocado em serviço como 'PE-301'. Serviu no PLeLv 48 e foi convertido em uma aeronave de reconhecimento fotográfico em 1944, antes de ser destruído por um bombardeio soviético no campo de aviação de Lappeenranta em 2 de julho de 1944. Até então, já havia voado mais de 222 horas em serviço finlandês.
O radar aerotransportado Gneiss-2 foi avaliado no Pe-3 a partir de julho de 1942 e foi enviado a Moscou e Stalingrado para testes de combate no final de 1942. Outra rodada de testes foi conduzida por aeronaves do 2º Corpo de Caças de Guardas do PVO em Leningrado entre fevereiro e maio de 1943 e foi aprovada para serviço no mês seguinte. Muito poucos parecem ter sido implantados, pois apenas quinze foram instalados nos Pe-3.

## Operadores
Finlândia
- A Força Aérea Finlandesa operou uma aeronave capturada.[24]

 União Soviética
- VVS
- PVO
- Aviação Naval
- Listagem regimental:
  - 95º Regimento de Aviação de Caça[22]
  - 208º Regimento de Aviação de Caça[20]
  - 95º Regimento de Aviação de Bombardeiro de Alta Velocidade, mais tarde 95º Regimento de Aviação de Caça[22]
  - 208º Regimento de Bombardeiros de Curto Alcance, mais tarde 208º Regimento de Aviação de Caça[20]

## Variantes
Pe-3
Modelo de produção inicial, 207 unidades construídas.
Pe-3bis
Versão atualizada colocada em produção em 1942; 152 dessas aeronaves foram construídas
Pe-3M
Designação às vezes associada à aeronave de produção de 1944.